# Philipp Vandenberg
Philipp Vandenberg, pseudonimo di Hans Dietrich Hartel (Breslavia, 20 settembre 1941), è uno scrittore, giornalista e storico dell'arte tedesco.
Ha esordito con il romanzo La maledizione dei Faraoni, divenuto subito un best seller a livello mondiale.
Ha scritto romanzi e saggi, tutti di grande successo, spesso ambientati nel mondo dell'archeologia.
Vandenberg è tuttora uno degli autori tedeschi più conosciuti, i suoi libri sono stati tradotti in 33 lingue. 

## Opere

### Saggi
- 1992, Nefertiti. Una biografia archeologica (Nofretete, Echnaton und ihre Zeit, 1975)
- 1992, Ramsete il grande (Ramses der Große, 1977)
- 1992, Avventure archeologiche (Auf den Spuren unserer Vergangenheit, 1977)
- 1982, Oracoli (Das Geheimnis der Orakel, 1979)
- 1984, Nerone (Nero. Kaiser und Gott, Künstler und Narr, 1981)
- 1985, L'Ellade sepolta (Das versunkene Hellas, 1984)
- 1978, Cesare e Cleopatra (Cäsar und Kleopatra, 1986)
- 1984, La valle. Sulle tracce dei faraoni (Das Tal. Auf den Spuren der Pharaonen, 1992)
- 1996, Alla scoperta del tesoro di Priamo. Gli ori e gli argenti dell'antica Troia (Der Schatz des Priamos. Wie Heinrich Schliemann sein Troja erfand, 1995)
- 1992, Tutankhamen. Il faraone dimenticato (Der vergessene Pharao, 2002)

### Romanzi storici
- 1991, La maledizione dei faraoni (Der Fluch der Pharaonen, 1973)
- 1988, Applaudite, se lo spettacolo è stato buono. I diari segreti del divino Augusto (Der Pompejaner, 1988), Dall'Oglio, ISBN 978-8877186393
- 1994, Sulle tracce dei faraoni
- 2004, Le mura di Atene, traduzione di D. Idra, Piemme, ISBN 978-8838472084
- 2005, Il re di Luxor (Der König von Luxor, 2001)

### Gialli
- 1996, Il mistero della tomba proibita (Sixtinische Verschwörung, 1988)
- 1998, Il mistero della pergamena copta (Das Pharao-Komplott, 1990)
- 1998, La maledizione dello scarabeo verde (Der grüne Skarabäus, 1994)
- 1998, La maledizione di Copernico (Der Fluch des Kopernikus, 1996)
- 2000, Il segreto del monastero (Das fünfte Evangelium, 1993)
- 2000, Il fabbricante di specchi (Le magicien des miroirs, 1998)
- 2001, Il mistero della regina d'Egitto
- 2006, Dossier Golgota (Die Akte Golgatha, 2003)
- 2008, La pergamena dimenticata (Das vergessene Pergament, 2006)
- 2011, Die 8.Sünde